# Groupon
Groupon (parola composta derivata da "group + coupon") è un'azienda operante nel settore dei gruppi d'acquisto che permette ai consumatori iscritti di accedere a offerte giornaliere di buoni sconto utilizzabili presso aziende.
Si presenta come un sito web, all'interno del quale gli utenti registrati possono consultare le offerte giornaliere.

## Storia
Groupon è stato lanciato nel novembre 2008 e il primo mercato fu Chicago, seguito poco dopo da Boston, New York e Toronto. In Italia è approdato dopo l'acquisizione di CityDeal, avvenuta nel maggio 2010.
L'idea di Groupon si deve all'attuale AD Andrew Mason, nato a  Pittsburgh nel 1981.  Mason si era iscritto nel 2006 alla facoltà di scienze politiche dell'Università di Chicago e a tempo perso si occupava di start-up in rete. Il suo ex datore di lavoro, Eric Lefkofsky, gli offrì 1 milione di dollari in "capitale di avviamento" per lo sviluppo di un progetto chiamato Point. Questo progetto mirava ad aggregare gli iscritti in azioni collettive come scioperi, proteste, class action, manifestazioni. Dopo breve tempo, tuttavia, Mason e Lefskofsky si resero conto che l'attivismo sociale non era redditizio e cominciarono a sviluppare l'idea di un social commerce. Alla fine del 2008 lanciarono Groupon, che dopo un anno raggiungeva già un milione di iscritti. Nell'aprile 2010, la società fu valutata 1,35 miliardi di dollari. Secondo un rapporto del dicembre 2010 condotto dalla società di marketing di Groupon, e riportato su Forbes e sul Wall Street Journal, Groupon "sarà la società in grado di fare 1 miliardo di dollari di fatturato più velocemente di qualsiasi altra attività, di sempre".
Il 4 novembre 2011, Groupon si è quotata in borsa con una IPO del valore di 700 milioni di dollari. Le azioni sono state immesse sul mercato di Wall Street al prezzo di 20 dollari ciascuna. Nella sua prima diffusione degli utili come società pubblica, Groupon ha riportato una perdita nel quarto trimestre di 9,8 milioni di dollari sulle provvigioni liquidate, deludendo gli investitori.
I risultati del terzo trimestre del 2012 riportano ricavi per 568,6 milioni di dollari. Il fatturato è infatti cresciuto del 32%. Le perdite finanziarie si sono al loro volta ridotte, passando dai $54.2 milioni del 2011 ai 3 milioni.
Groupon ha chiuso in Italia da settembre 2024 in seguito alla paralise dei beni e conti dopo la richiesta del fisco di aver 78 milioni di garanzia su 141 milioni di euro di debito che la società ha attualmente nei confronti del governo Italiano dopo aver subito la condanna in primo grado per operazioni scorrette e mancati pagamenti all’erario. 

## Funzionamento
Basata su un modello imprenditoriale semplice e facilmente esportabile in tutti i paesi del mondo, Groupon tratta con i venditori che offrono beni o servizi, creando offerte con un certo livello di sconto per un volume determinato; l'offerta si intende confermata solo se viene raggiunto il numero di acquirenti richiesto entro il tempo prestabilito, in caso contrario l'offerta viene ritirata.

## Critiche
Il modello di business particolarmente aggressivo sulla scontistica offerta ha generato diverse critiche da parte di alcune associazioni di professionisti per le offerte di prestazioni a prezzo ribassato.
- Nel novembre 2011, il Presidente dell'Ordine dei Medici della provincia di Bologna ha richiamato gli iscritti chiedendo di abbandonare il portale.[10]
- In seguito anche l'Ordine degli Avvocati della provincia di Firenze si è schierato contro chi si pubblicizza sul portale di coupon.[11]

La crescita vertiginosa e la forte domanda di prodotti venduti dalla società hanno generato problematiche nella consegna e distribuzione degli stessi.
- Nel gennaio 2012 a seguito della segnalazione di malfunzionamenti è intervenuta Striscia la notizia.[12]
- Nel febbraio 2012 è apparsa sulla rivista Altroconsumo un'inchiesta che tra l'altro ha messo in mostra un problema nell'emissione delle fatture.[13].

Tali problematiche sono state poi risolte dalla società con l'introduzione di nuovi strumenti di controllo e gestione dei fornitori, affidando le spedizioni al corriere Bartolini (ora BRT) e dando la possibilità di verificare la spedizione della propria merce tramite lo strumento Groupon Delivery.